# Diabat
Diabat est un village à l'ouest du Maroc sur la côté de l'Océan Atlantique dans la province d'Essaouira. L'ancienne tour de guet Bordj el Baroud s'érode sur ses plages.
La légende locale raconte que Jimi Hendrix a séjourné à Diabat en 1969. D'ailleurs il existe dans le village de nombreux "souvenirs" de lui : Café Jimi, Auberge Hendrix, portraits, photos, etc ... Il semble plutôt qu'il ait séjourné à Essaouira avec des amis surfers mais les preuves de son passage ont disparu. 